# Elisabeth Kerekere
Elizabeth Anne Kerekere, née en 1965/1966, est une femme politique, militante et universitaire LGBTQ néo-zélandaise. Depuis 2020, elle est députée du Parti Vert. Elle est la fondatrice et présidente de Tīwhanawhana Trust. Elle s'identifie comme takatāpui et produit la première recherche majeure sur l'identité takatāpui avec sa thèse de doctorat en 2017,.
Kerekere est également artiste et diplômée de l'Eastern Institute of Technology (en) avec un baccalauréat en arts visuels maoris (Te Toi o Ngā Rangi). En 2000, dans son rôle de Te Kairuruku, Ngā Kaupapa Māori au Dowse Art Museum, elle organisé une exposition intitulée Kaumatua Anō te Ātaahua: Honoring the Gifts of our Elders.

## Jeunesse
Kerekere est née à Gisborne, en Nouvelle-Zélande. Son père, Karauria Tarao "Bison" Kerekere, est un artiste et maître sculpteur d'origine Maori issu des iwi Te Whānau a Kai, Te Aitanga-a-Māhaki, Rongowhakaata, Ngāi Tāmanuhiri et Ngāti Porou. La mère d'Elizabeth, Erin, est irlandaise, originaire du comté de Clare et du comté de Tipperary. Kerekere est lesbienne, et est mariée à Alofa Aiono, qu'elle a rencontré en 1992. Le couple se marie civilement dans le marae de Te Papa, Te Marae Rongomaraeroa, dont Kerekere a conseillé la conception.

## Activisme
Kerekere est initiée au militantisme à son plus jeune âge. Elle a 12 ans lorsqu'elle commence à garder les enfants de femmes maories qui organisent des réunions de sensibilisation chez elles et, à 15 ans, elle est une membre junior de la Ligue du bien-être des femmes maories (en). Adolescente, Kerekere fait partie des mouvements des femmes maories et noires, impliquée dans divers groupes politiques, dont Young PACIFICA et le groupe des femmes noires Ōtepoti. Dans les années 1980, elle fait également campagne dans les mouvements de réforme du nucléaire et des droits des homosexuel et rejoint le groupe d'activistes lesbiennes maoris et du Pacifique Ngā Wāhine mō Ngā Wāhine o Te Moananui-a-Kiwa,.
En 1998, Kerekere et Aiono assistent aux cinquièmes Gay Games à Amsterdam, ce qui inspiré Kerekere à diriger une délégation aux sixièmes Gay Games à Sydney en 2002. Entre 1998 et 2002, elle organise une collecte de fonds hebdomadaire avec un loto pour s'assurer que les lesbiennes maories, du Pacifique et à faible revenu soient représentées dans l'équipe. Son désir de représentation maorie aux Gay Games motive également la création du Tīwhanawhana Trust, ce qu'elle fait en 2001 avec le soutien des femmes maories Tī Kouka,.
Kerekere écrit que Tīwhanawhana a pour objectif « d'élever le mana des takatāpui à la fois à travers la langue et la culture maories, et en plaidant pour les droits, la santé et le bien-être des takatāpui ». Kevin Haunui commence à diriger le groupe hebdomadaire de kapa haka de Tīwhanawhana à Wellington à partir du milieu des années 2000, Kerekere dirigeant le travail politique dans divers secteurs liés aux takatāpui. En 2015, le conseil d'administration de Tīwhanawhana Trust est composé de personnalités issues des iwi Kerekere, Haunui, Peri Te Wao et Heta Timu. Depuis sa fondation, Tīwhanawhana est devenu une partie intégrante des communautés LGBT de Wellington, guidant souvent le tikanga — pratiques culturelles maories — lors d'événements et au sein d'organisations, informant les stratégies organisationnelles afin qu'elles honorent les takatāpui, dirigeant les waiata et donnant des performances de kapa haka. En 2019, Kerekere et Haunui dirigent Tīwhanawhana en tant que l'une des organisations hôtes — aux côtés de l'Intersex Trust of Aotearoa New Zealand et RainbowYOUTH — pour accueillir la conférence mondiale de l'International Lesbian, Gay, Bisexual, Trans and Intersex Association.
Active depuis longtemps dans le travail de l'aide aux jeunes homosexuels, Kerekere participe au KAHA Queer Youth Hui de 2007. En 2008, elle tient un rôle avec le OUT THERE! National Queer Youth Development Project, qui fournit une éducation, des ressources et un soutien aux groupes de jeunes,. Grâce à ce rôle, elle organise le KAHA National Queer Youth Hui de 2009, voyageant à l'échelle nationale et développant des relations avec des groupes de jeunes,,.

## Carrière académique
Tout au long de ses études à l'Eastern Institute of Technology (en) (EIT), Kerekere se concentre sur les mana tūpuna (ancêtres), les mana wāhine (femmes) et le mana takatāpui (le droit de vivre et d'aimer indépendamment de l'orientation sexuelle et de l'identité de genre) et est la seule diplômée à avoir une exposition personnelle. Après avoir obtenu son diplôme de l'EIT, Kerekere passe les cinq années suivantes à rechercher le développement de l'identité takatāpui au XXIe siècle à l'Université Victoria de Wellington, arguant que les Maoris précoloniaux étaient des personnes sexuellement expérimentales qui acceptaient ouvertement le genre et la fluidité sexuelle, et termine son doctorat en 2017,.

## Carrière politique
Kerekere s'est présentée dans la circonscription d'Ikaroa-Rāwhiti pour le Parti vert d'Aotearoa Nouvelle-Zélande lors des élections générales néo-zélandaises de 2017. Elle se classe alors troisième des trois candidats avec 1 924 voix. Sa position de dix-neuvième sur la liste est trop basse pour qu'elle puisse entrer au Parlement en tant que députée.
Kerekere se représente dans la même circonscription, toujours pour le Parti vert en 2020,. Bien qu'elle n'ait de nouveau pas remporté l'élection, Kerekere entre quand même au Parlement, en tant que neuvième inscrite sur la liste du Parti vert.
Le 15 mars 2022, Kerekere démissionne de son poste de porte-parole du Parti vert pour la santé et la réponse au COVID-19 après avoir enfreint les règles d'isolement du COVID-19 en prenant un vol entre Gisborne et Wellington alors qu'elle était cas contact. Elle est également démise de ses fonctions au sein du comité restreint de la santé jusqu'à nouvel ordre. Le Parti vert avise également les autorités sanitaires de l'infraction. Kerekere s'excuse pour ses actions et déclare qu'elle coopérait avec les enquêteurs,.
Début avril 2023, le Parti vert lance une enquête contre Kerekere après qu'elle a dénigré sa collègue députée Chlöe Swarbrick dans une conversation de groupe divulguée,. Radio New Zealand rapporte par la suite qu'au moins sept membres actuels et anciens du Parti vert l'accuse d'intimidation et de comportement violent. En réponse, un porte-parole du Parti vert déclare que Kerekere fait l'objet d'un « processus interne » mené par Jan Logie et le chef de cabinet Robin Campbell,.
En réponse aux allégations d'intimidation, les membres du Te Mātāwaka du Parti vert (les Māori et Pasifika rōpu) et les Rainbow Greens expriment leur soutien à Kerekere. Un ancien conseiller principal non identifié du Parti vert maori affirme que Kerekere est victime d'intimidation et de « politique sale ». Selon Stuff, la quatrième place de Kerekere dans le projet de liste du Parti vert « ébouriffe les plumes » du caucus parlementaire. Fin avril, les partisans de Kerekere ne réussissent pas à retarder le classement de la liste du Parti vert jusqu'à ce que l'enquête sur la conduite de Kerekere soit terminée. Début mai 2023, le réseau GreenLeft du parti approuve Kerekere comme candidate dans le processus de classement du parti, appelant effectivement les membres à la classer en tête de la liste du parti.
Le 5 mai 2023, Kerekere quitte le Parti vert pour siéger en tant qu'indépendante et annonce qu'elle ne se présentera pas aux élections de 2023 lors d'un appel Zoom avec des membres des verts ce soir-là. Lors de l'appel Zoom, elle exprime sa frustration face aux retards dans l'enquête du Parti vert sur son comportement et accuse les co-dirigeants James Shaw et Marama Davidson de lui rendre difficile de continuer à travailler avec le parti,. Shaw et Davidson contestent ces allégations et défendent le processus d'enquête, déclarant que Kereke a démissionné avant que le processus ne puisse être conclu,. Ils confirment également que le Parti n'a pas l'intention d'utiliser les dispositions relatives au saut de waka de la loi de 2018 modifiant la loi électorale pour expulser Kerekere du Parlement.

## Œuvres
- (en) Elizabeth Kerekere, Spiral 7: A Collection of Lesbian Art and Writing from Aotearoa/New Zealand, Spiral, 1992 (ISBN 0908896247), « Preparing the Art World for Māori Dykes ».
- (en) Elizabeth Kerekere, Sexuality and the Stories of Indigenous People, Huia, 1992, 35–43 p. (ISBN 9781869692773), « Takatāpui - Where Worlds Collide ».
- (en) Elizabeth Kerekere, Takatāpui: Part of the Whānau, Auckland, Tīwhanawhana Trust and Mental Health Foundation, 2015 (lire en ligne).
- (en) Elizabeth Kerekere, The Wiley Blackwell Encyclopedia of Gender and Sexuality Studies, John Wiley & Sons, 2016, 35–43 p. (ISBN 9781118663219), « LGBT Activism Among Māori ».